# NGC 6745/1
NGC 6745/1 је спирална галаксија у сазвежђу Лира која се налази на NGC листи објеката дубоког неба.
Деклинација објекта је + 40° 44' 45" а ректасцензија 19h 1m 41,6s. Привидна величина (магнитуда) објекта NGC 6745 износи 13,9 а фотографска магнитуда 14,5. NGC 67451 је још познат и под ознакама UGC 11391, CGCG 229-13, IRAS 19000+4040, v peculiar, PGC 62691.